# 小眼任氏鯡
小眼任氏鯡為輻鰭魚綱鲱形目鲱科的其中一種，分布於中西大西洋區的墨西哥灣及加勒比海海域，棲息深度可達50公尺，體長可達5.5公分，棲息在沿海海域，成群活動，以浮游生物為食，可做為食用魚及餌魚。

## 擴展閱讀
維基物種上的相關：小眼任氏鯡